# كريستوفر سنايدر
كريستوفر سنايدر (بالإنجليزية: Christopher Snyder)‏ هو مؤرخ أمريكي، ولد في 15 يناير 1966.